# Rôg
Rôg o Rog es el nombre de un personaje ficticio perteneciente al legendarium del escritor británico J. R. R. Tolkien.

## Biografía

El martillo que golpea el yunque, emblema de Bar-en-Damba, la Casa del Martillo Iracundo, que lideraba Rog en Gondolin.

Fue un señor elfo de Gondolin en El libro de los cuentos perdidos. Era un herrero, y el jefe de los populares elfos de la casa del martillo de la ira. Fue considerado el más fuerte de los noldor, y fue considerado como el tercer elfo más valeroso. Dirigió a su pueblo contra los orcos y balrogs durante la caída de Gondolin después de que la puerta se rompiese. Más tarde, durante la batalla, lideró a sus amigos contra los balrogs con palabras de pasión, y aunque muchos fueron asesinados, lograron matar a muchos balrogs.  A pesar del temor a las huestes de Melkor, esta hazaña fue considerada maravillosa porque desde entonces ningún hombre ni elfo asesinó a un balrog. Sin embargo, tras la caída de la ciudad, todos los miembros de la Casa del Martillo perecieron, incluido Rog.

## Origen del nombre
El nombre Rog, en anteriores escritos Rôg, parece como un nombre curioso para un señor elfo de Gondolin: significa ‘demonio’, y ninguna sílaba de su nombre aparece en otros escritos. Como se trata de principios de la creación de la Tierra Media, si otro escrito se hubiese creado más tarde en la vida de Tolkien este nombre probablemente habría sido cambiado.